# Station Colombes
Station Colombes is een station aan de spoorlijn Paris-Saint-Lazare - Ermont-Eaubonne. Het station ligt in de Franse gemeente Colombes in het departement Hauts-de-Seine (Île-de-France).

## Geschiedenis
Het huidige station werd gebouwd in 1935, nadat het vorige station moest wijken vanwege de aanleg van viersporigheid tussen Bois-Colombes en Le Stade.

## Ligging
Het station ligt op kilometerpunt 7,250 van de Paris-Saint-Lazare - Ermont-Eaubonne (Groupe IV). De sporen van het station worden omringd door sporen van de spoorlijn Paris-Saint-Lazare - Mantes-Station (Groupe VI), die gebruikt worden door sneltreinen.

## Diensten
Het station wordt aangedaan door treinen van Transilien lijn J tussen Paris-Saint-Lazare en Ermont-Eaubonne.

## Vorig en volgend station
| Richting        | Vorig station | Lijn    | Volgend station | Richting           |
| --------------- | ------------- | ------- | --------------- | ------------------ |
| Ermont-Eaubonne | Le Stade      | Trans J | Bois-Colombes   | Paris-Saint-Lazare |